# هنری ایوری
هنری ایوری (زاده روز ۲۳ ماه اوت سال ۱۶۵۹ – درگذشته به تاریخ نامشخصی پس از سال ۱۶۹۶) که گاه با نام هنری اِوری (حرف الف با کسره) و گاه به اشتباه جان آیوری یا جک آیوری شناخته می‌شد، یک دزد دریایی مشهور انگلیسی بود که در اواسط دهه ۱۶۹۰ میلادی در اقیانوس اطلس و اقیانوس هند به دزدی دریایی مشغول بود. او احتمالاً از چندین نام مستعار در طول زندگی حرفه‌ای خود استفاده نموده است که از جملهٔ آن‌ها بنجامین بریجمن است. وی همچنین در بین خدمه و همکارانش با نام لانگ بن (بن درازه) نیز شناخته می‌شد.
ایوری که اغلب با لقب‌هایی همچون «تاج دزدان دریایی» و «پادشاه دزدان دریایی» توسط معاصران شناخته می‌شود، یکی از بدنام‌ترین دزد دریایی زمان خود بود؛ او عمدهٔ شهرت خود را مدیون آن است که وی یکی از معدود کاپیتان‌های معروف دزدان دریایی است که بدون دستگیر شدن یا کشته شدن در میدان نبرد و با وجود دست داشتن در آنچه که به عنوان «بزرگ‌ترین تاراج دزدان دریایی در طول تاریخ» نامیده می‌شود، توانست با اموال فراوان ناشی از دزدی دریایی برای همیشه بگریزد.
اگر چه حرفهٔ ایوری به عنوان یک دزد دریایی، تنها دو سال به طول انجامید، با این حال الگو و شیوه‌های کار وی، باعث الهام گرفتن بسیاری از افراد دیگر و روی آوردن آنها به این حرفه شد. همچنین شهرت و داستان زندگی وی بذر آثار متعدد ادبی را کاشته است.
شروع حرفهٔ دزدی دریایی ایوری نخستین بار از زمانی آغاز گشت که وی به عنوان افسر اول کشتی جنگی چارلز دوم مشغول بود. در آن زمان هنگامی که کشتی چارلز دوم در بندر اسپانیایی لاکرونیا در شمال این کشور پهلو گرفت، عدم پرداخت مقرری خدمه چارلز دوم موجب شد که خدمهٔ کشتی طی یک شورش ایوری را به عنوان کاپیتان دوم برگزینند و نام کشتی را از چارلز دوم به فنسی تغییر دادند.
هنری را «پادشاه دزدان دریایی» می‌نامیدند، به دلیل اینکه یکی از معدود کاپیتان‌های اصلی دزدان دریایی بود که با غارت خود بدون دستگیری یا کشته شدن در نبرد فرار می‌کرد، بدنام بود و به دلیل اینکه عامل آنچه بوده است. سودآورترین اقدام دزدی دریایی در تاریخ نامیده می‌شود. [۸] اگرچه حرفه ایوری به عنوان یک دزد دریایی تنها دو سال به طول انجامید، سوء استفاده‌های او تخیل عمومی را به خود جلب کرد، دیگران را به دزدی دریایی الهام بخشید و آثار ادبی را پدیدآورد.
هر کار دزدان دریایی خود را زمانی آغاز کرد که برای اولین بار با کشتی جنگی چارلز دوم همراه بود. همان‌طور که کشتی در بندر شمالی اسپانیا در کورونا لنگر انداخته بود، خدمه ناراضی شدند زیرا اسپانیا نتوانست نامه ای را تحویل دهد و صاحبان چارلز دوم دستمزد خود را پرداخت نکردند و آنها شورش کردند. چارلز دوم به فنسی تغییر نام داد و آوری به عنوان کاپیتان جدید انتخاب شد.

## زندگی‌نامه
تحقیقات مدرن نشان می‌دهد که اِوری در ۲۰ اوت ۱۶۵۹ در دهکده نیوتن فررس، در حدود ۹٫۷ کیلومتری (۶ مایلی) جنوب شرقی پلیموث، دوون، انگلستان به دنیا آمد. سوابق پریش نشان می‌دهد که او پسر جان آوری و همسرش، آن (نام دختر نامعلوم) بود. هر خانواده دوون در آن زمان کاملاً تأسیس شده بود، و به احتمال زیاد او یکی از خویشاوندان هر خانواده قلعه وایکرافت بوده است. طبق اظهارات ویلیام فیلیپس، یکی از اعضای خدمه آوری که پس از دستگیری او «اعتراف داوطلبانه» کرد، در اوت ۱۶۹۶ هر «حدود ۴۰ سال سن داشت»، مادرش «نزدیک پلیموث» زندگی می‌کرد و همسرش یک پریویگ بود. فروشنده ای که «در بزرگراه رتکلیف» زندگی می‌کرد. هر یک متأهل بود و سوابق نشان می‌دهد که او در ۱۱ سپتامبر ۱۶۹۰ با یکی از دوروتی آرتر در خیابان جیمز دوک در لندن ازدواج کرد، اگرچه هیچ مدرکی مبنی برداشتن فرزند وجود ندارد.
اولین شرح بیوگرافی این مرد، زندگی و ماجراهای کاپیتان جان آوری (لندن: جی بیکر، ۱۷۰۹)، بیان می‌کند که او در سال ۱۶۵۳ در کاتدان، پلیموث به دنیا آمد. اگرچه اکنون این مکان و تاریخ نادرست شناخته شده است، اما در ادبیات قبلی به‌طور مکرر به آنها اشاره شده است. (یک سال پیشنهادی دیگر برای تولد هری، سال ۱۶۶۵ است، [۱۹] اگرچه این نیز اشتباه است) نویسنده هلندی خاطرات، که گزارش خود را کمی بیش از یک دهه پس از ناپدید شدن دزد دریایی نوشت، از نام آدریان ون بروک استفاده می‌کند. احتمالاً یک نام مستعار است این گزارش از اسارت کوتاه ون بروک توسط خدمه Every's در Fancy خبر می‌دهد و ادعا می‌کند که پدر Every یک کاپیتان بازرگانی بوده که در نیروی دریایی سلطنتی زیر نظر دریاسالار رابرت بلیک خدمت کرده است. چندین روایت متأخر از زندگی هری، که برجسته‌ترین آنها «پادشاه دزدان دریایی» اثر دنیل دفو (۱۷۲۰) است، به اثر قبلی اشاره کرده‌اند، اما صحت آن مشکوک است و توسط دیکشنری بیوگرافی ملی به عنوان «داستانی، با ندرت» توصیف شده است. زیر لایه واقعیت.
اگرچه نظریه ای وجود داشت مبنی بر اینکه نام تولد آوری در واقع بنجامین بریجمن بوده است (مخصوصاً با توجه به نام مستعار او "لونگ بن")، و "هنری اوری " در واقع یک نام مستعار است، پژوهش‌های مدرن آن را بی‌اعتبار ساخته‌اند با توجه به اینکه او هنگام ورود به نیروی دریایی سلطنتی از این نام استفاده می‌کرد، توسط مورخان پذیرفته شده است که "هنری اوری" نام اصلی دزد دریایی بوده است. از آنجایی که این قبل از شروع حرفه دزدی دریایی او بود، او نیازی به نام مستعار نداشت. او تنها پس از ارتکاب دزدی دریایی از نام "Bridgeman" استفاده کرد. هر کدام ممکن است پسر عموی بارونت‌های معروف آوری بوده باشند، اگرچه این امر به‌طور قطعی ثابت نشده است.
هر احتمالاً از دوران جوانی خود یک ملوان بوده و در کشتی‌های مختلف نیروی دریایی سلطنتی خدمت می‌کرده است. گزارش‌های رایج بیان می‌کنند که آوری در ناوگان انگلیسی بمباران الجزیره در سال ۱۶۷۱ خدمت می‌کرد، در دریای کارائیب پرواز می‌کرد، و حتی ناخدای یک کشتی باری لاگ‌وود در خلیج کمپچه بود، اگرچه این داستان‌ها از خاطرات تخیلی ون بروک می‌آیند. رکورد ثابت شده در مارس ۱۶۸۹، اندکی پس از شکست جنگ نه ساله، به دست آمد.[۳]
در طول این درگیری، انگلستان و متحدانش - اتحاد بزرگ - باواریا، جمهوری هلند، فالتز، زاکسن و اسپانیا - در تلاش برای مهار گسترش فرانسه علیه لویی چهاردهم فرانسه به جنگ پرداختند، و در این زمینه بود که هر یک، که اکنون در اوایل سی سالگی خود است، در کشتی شصت و چهار تفنگ خط HMS Rupert، که در آن زمان تحت فرماندهی سر فرانسیس ویلر بود، به عنوان یک میان‌کشتی کار می‌کرد.[۲۱] سوابق دریایی هرکس نشان می‌دهد که او چیزی شبیه یک مرد خانواده بود، که «کمی از دستمزد خود را صرف چیزهای اضافی مانند تنباکو می‌کرد و به طور منظم دستمزد خود را به خانواده اش می‌داد.»[۲۲]
در اواسط سال ۱۶۸۹، HMS Rupert به دستگیری کاروان بزرگ فرانسوی در برست، فرانسه کمک کرد. این پیروزی به هر فرصتی داد تا بخت خود را بهتر کند و در پایان ژوئیه به مقام همکار استاد ارتقا یافت، اگرچه او احتمالاً جوان‌تر از سه همکار استاد HMS روپرت بود.[۲۳] در اواخر ژوئن ۱۶۹۰، او برای پیوستن به کاپیتان ویلر در یک کشتی جدید به نام HMS Albemarle دعوت شد. او احتمالاً دو هفته بعد در نبرد بیچی هد علیه فرانسوی‌ها شرکت کرد، درگیری که برای انگلیسی‌ها فاجعه بار به پایان رسید. در ۲۹ اوت همان سال، اِوری از نیروی دریایی سلطنتی اخراج شد.
«حرفه در دزدی دریایی»

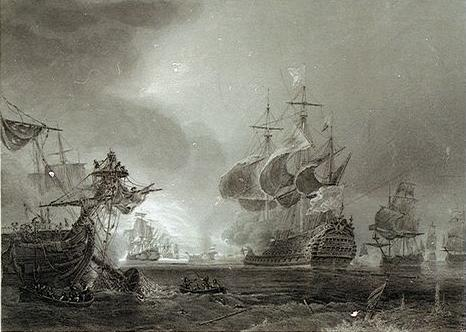
حکاکی فولادی توسط ژان آنتوان تئودور دو گودین که نبرد بیچی هد را به تصویر می‌کشد، درگیری دریایی که احتمالاً هر یک در حین خدمت در نیروی دریایی سلطنتی در آن شرکت کرده است.

در بهار ۱۶۹۳، چندین سرمایه‌گذار مستقر در لندن به رهبری سر جیمز هوبلون، یک تاجر ثروتمند که امیدوار بود اقتصاد راکد انگلیس را دوباره تقویت کند، سرمایه‌گذاری بلندپروازانه‌ای به نام کشتی‌رانی اعزامی اسپانیایی تشکیل دادند. این سرمایه‌گذاری شامل چهار کشتی جنگی بود: هفتمین پسر صورتی، و همچنین ناوچه‌های Dove (که دریانورد مشهور ویلیام دامپیر همکار دوم آنها بود)، [۳۰] جیمز، و چارلز دوم (گاهی اوقات به اشتباه به عنوان دوک معرفی می‌شوند).
چارلز دوم توسط متحد انگلیس، چارلز دوم اسپانیا (همنام کشتی) مأمور شده بود تا کشتی‌های فرانسوی را در هند غربی شکار کند. تحت مجوز بازرگانی و نجات اسپانیایی‌ها، مأموریت این سرمایه‌گذاری این بود که به سمت هند غربی اسپانیا حرکت کند، جایی که کاروان تجارت را انجام می‌داد، اسلحه‌ها را به اسپانیایی‌ها می‌رساند و گنج را از گالن‌های شکسته بازیابی می‌کرد و در حین غارت دارایی‌های فرانسوی‌ها در این منطقه بود. سرمایه گذاران قول دادند که حقوق ملوانان را خوب بپردازند: در قرارداد مقرر شده بود که دستمزد ماهانه تضمین شده هر شش ماه یکبار در تمام مدت اعزام پرداخت شود و حقوق ماه اول قبل از شروع مأموریت پرداخت شود. هوبلون شخصاً سوار کشتی شد و با خدمه ملاقات کرد و آنها را از دستمزدشان مطمئن کرد. در واقع، تمام دستمزدها تا ۱ اوت ۱۶۹۳، اندکی قبل از شروع مأموریت، در آن تاریخ پرداخت شد.[۳۳]

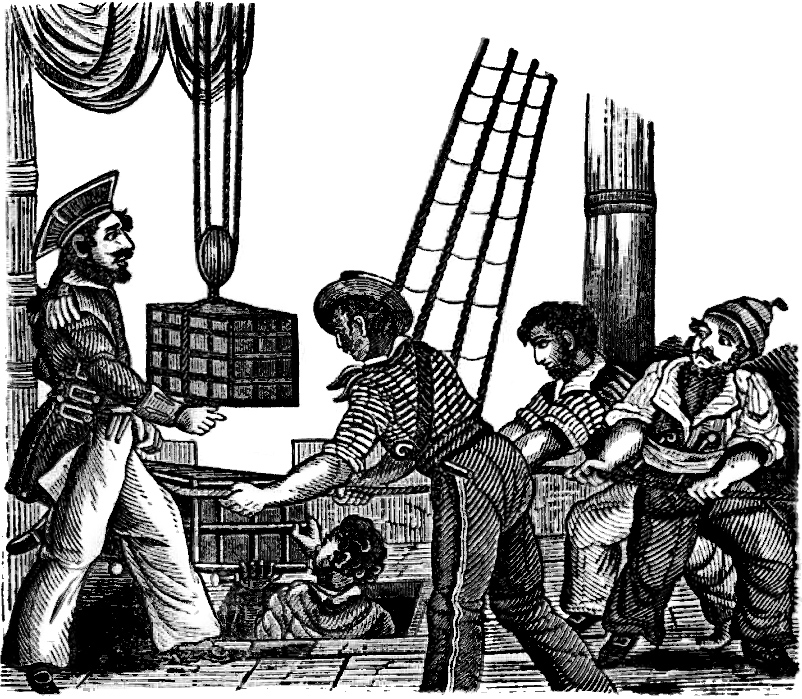
یک قطعه چوبی از کتاب دزدان دریایی متعلق به چارلز المز در سال ۱۸۳۷ که هنری هری را در حال دریافت سه صندوق گنج در کشتی خود، فنسی نشان می‌دهد.

اِوری در نتیجه تجربه قبلی خود در نیروی دریایی، پس از پیوستن به اکسپدیشن اسپانیا به مقام اول ارتقا یافت. فرماندهی چهار کشتی این کاروان توسط دریاسالار سر دون آرتورو اوبیرن، یک نجیب‌زاده ایرلندی که قبلاً در نیروی دریایی اسپانیا خدمت کرده بود، برعهده داشت.[۲۲] سفر به زودی با مشکل مواجه شد، زیرا کاپیتان پرچم، جان استرانگ، یک دریانورد حرفه ای که قبلاً با سر ویلیام فیپس خدمت می‌کرد، در حالی که کشتی هنوز در بندر بود، درگذشت. اگرچه او با کاپیتان چارلز گیبسون [۳۴] جایگزین شد، [۳۴] این آخرین بدبختی سرمایه‌گذاری نخواهد بود.
در اوایل اوت ۱۶۹۳، چهار کشتی جنگی در مسیر رودخانه تیمز به سمت شهر شمالی اسپانیا، کورونا، حرکت کردند. سفر به کورونا باید دو هفته طول می‌کشید، اما بنا به دلایلی کشتی‌ها تا پنج ماه بعد به اسپانیا نرسیدند. بدتر از آن، ظاهراً اسناد قانونی لازم از مادرید نرسیده بود، بنابراین کشتی‌ها مجبور شدند منتظر بمانند. با گذشت ماه‌ها و هنوز اسناد به دستشان نمی‌رسید، ملوانان خود را در موقعیت غبطه‌انگیزی یافتند: بدون پولی برای فرستادن به خانه برای حمایت از خانواده‌هایشان و ناتوانی در یافتن منابع شغلی جایگزین، آنها به زندانی مجازی در کورونا تبدیل شده بودند.[۳۵]
پس از چند ماه اقامت در بندر، این افراد از کاپیتان خود تقاضای دریافت حقوقی کردند که باید از زمان شروع به کار دریافت می‌کردند. اگر این درخواست پذیرفته می‌شد، این افراد دیگر به کشتی بسته نمی‌شدند و به راحتی می‌توانستند آنجا را ترک کنند، بنابراین به‌طور قابل پیش‌بینی درخواست آنها رد شد. پس از اینکه درخواست مشابهی از سوی همسران مردان به هوبلون نیز با شکست مواجه شد، بسیاری از ملوانان ناامید شدند و معتقد بودند که به بردگی به اسپانیایی‌ها فروخته شده‌اند.[۳۶]
در ۱ مه، در حالی که ناوگان سرانجام در حال آماده شدن برای ترک کورونا بود، مردان ۶ ماه حقوق خود را مطالبه کردند یا تهدید به اعتصاب کردند. هوبلون حاضر نشد به این خواسته‌ها تن دهد، اما دریاسالار اوبیرن با مشاهده جدی بودن وضعیت، به انگلیس نامه نوشت و از افرادش پول طلب کرد. با این حال، در ۶ مه، برخی از ملوانان درگیر مشاجره با اوبیرن شدند، و احتمالاً در همین زمان بود که آنها طرحی برای شورش در نظر گرفتند و شروع به استخدام دیگران کردند.[۳۷][۳۸] یکی از مردانی که دیگران را به خدمت گرفت، Every بود. همان‌طور که ویلیام فیلیپس، یک دریانورد در Dove، بعداً شهادت داد، Every «از کشتی به کشتی بالا و پایین رفت و مردان را متقاعد کرد که سوار او شوند، و او آنها را به جایی می‌برد که باید پول کافی دریافت کنند.» هر کسی تجربه زیادی داشت و همچنین در رتبه اجتماعی پایین‌تری به دنیا آمد، او انتخاب طبیعی برای فرماندهی شورش بود، زیرا خدمه معتقد بودند که او بهترین منافع آنها را در دل دارد.[۳۹]
«شورش و صعود به کاپیتانی»
در روز دوشنبه، ۷ مه ۱۶۹۴، اوبیرن قرار بود در ساحل بخوابد، که به مردان فرصتی داد که به دنبال آن بودند.[۴۰] تقریباً در ساعت ۹:۰۰ بعد از ظهر، تقریباً بیست و پنج مرد دیگر با عجله سوار چارلز دوم شدند و خدمه هواپیما را غافلگیر کردند. کاپیتان گیبسون در آن زمان در بستر بود، بنابراین شورش بدون خونریزی پایان یافت.[39][f] یک روایت بیان می‌کند که افراد اضافی جیمز در یک قایق دراز در کنار کشتی‌سوار شدند و رمز عبور را دادند و گفتند: «آیا قایق مست در حال حرکت است. تخته؟" قبل از پیوستن به شورش همچنین گفته می‌شود که کاپیتان هامفریس از جیمز به هری ندا می‌داد که این افراد ترک می‌کنند، که هری با آرامش پاسخ داد که کاملاً می‌داند.[۴۱] جیمز سپس به چارلز دوم شلیک کرد و به نگهبان شب اسپانیایی هشدار داد و هری مجبور شد به سمت دریای آزاد فرار کند و به سرعت در شب ناپدید شد.
«ناوگان مغول بزرگ»
در سال ۱۶۹۵، اِوری به سمت جزیره آتشفشانی پریم حرکت کرد تا منتظر یک ناوگان هندی باشد که به زودی از بین خواهد رفت. این می‌توانست عاملان سودآورترین حمله دزدان دریایی در جهان باشد. در اوت ۱۶۹۵، فنسی به تنگه باب المندب رسید، جایی که اِوری با پنج ناخدای دزد دریایی دیگر به نیروها پیوستند: تیو در نزدیکی جنگ آمیتی، با خدمه ای متشکل از ۶۰ نفر. جوزف فارو در ماجراجویی پورتسموث، با شصت مرد. ریچارد دالفین، همچنین با شصت مرد. ویلیام مایز روی مروارید، با سی یا چهل مرد. و توماس ویک بر سوزانا با هفتاد مرد.[۵۳] همه این کاپیتان‌ها دارای کمیسیون‌های خصوصی بودند که تقریباً کل ساحل شرقی آمریکای شمالی را درگیر می‌کرد. هر یک به عنوان دریاسالار ناوگان جدید شش کشتی دزدان دریایی انتخاب شد، علیرغم این واقعیت که تیو احتمالاً تجربه بیشتری داشت، و اکنون خود را فرماندهی بیش از ۴۴۰ نفر در حالی که آنها در کمین ناوگان هند می‌کشیدند، پیدا کرد.[۵۳] کاروانی متشکل از بیست و پنج کشتی بزرگ مغول، شامل گنج ساوای عظیم ۱۶۰۰ تنی با هشتاد توپ و ۱۱۰۰ خدمه و اسکورت بزرگتر آن یعنی ۳۲۰۰ تنی فاتح محمد با نود و چهار توپ و ۸۰۰ خدمه مشاهده شد. عبور از تنگه در مسیر سورات. اگرچه کاروان در طول شب توانسته بود از ناوگان دزدان دریایی فرار کند، دزدان دریایی تعقیب کردند.
نشان داد که ریچارد دالفین بسیار کند است و از بقیه کشتی‌های دزدان دریایی عقب مانده است، بنابراین سوخته شد و خدمه به هر یک از کشتی‌های فنسی پیوستند. آمیتی و سوزانا نیز کشتی‌های ضعیفی هستند: آمیتی عقب افتاد و دیگر هرگز به ناوگان دزدان دریایی نپیوست (تیو در نبرد با یک کشتی مغول کشته شد)، در حالی که سوزانا در حال سختی در نهایت دوباره به گروه پیوست. دزدان دریایی چهار یا پنج روز بعد با فاتح محمد برخورد کردند. خدمه فاتح محمد که شاید از چهل و شش اسلحه فانتزی ترسیده بودند یا در نبرد قبلی با تیو ضعیف شده بودند، مقاومت کمی نشان دادند. سپس دزدان دریایی هر کشتی را که متعلق به یکی از عبدالغفار، ثروتمندترین تاجر سورات بود، غارت کردند. گنج در میان ناوگان دزدان دریایی تقسیم شد، خدمه اِوری‌ها تنها سهام کوچکی دریافت کردند.
«تقسیم غنیمت‌ها»

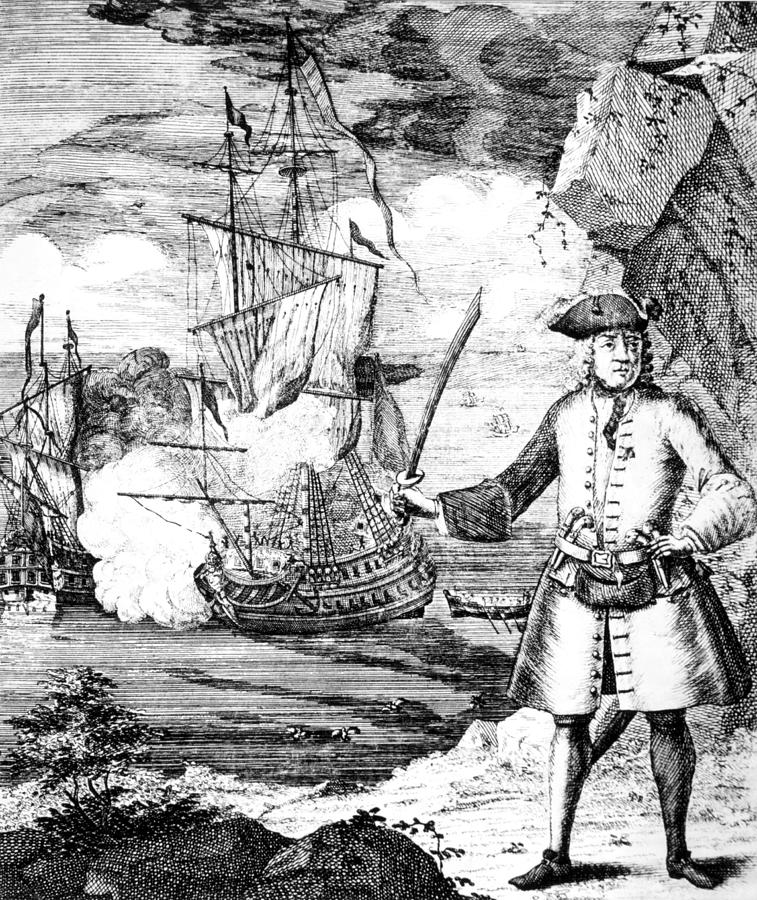
تصویری از هنری اِوری متعلق به قرن هجدهم، با فانتزی که در پس‌زمینه درگیر طعمه‌هایش است.

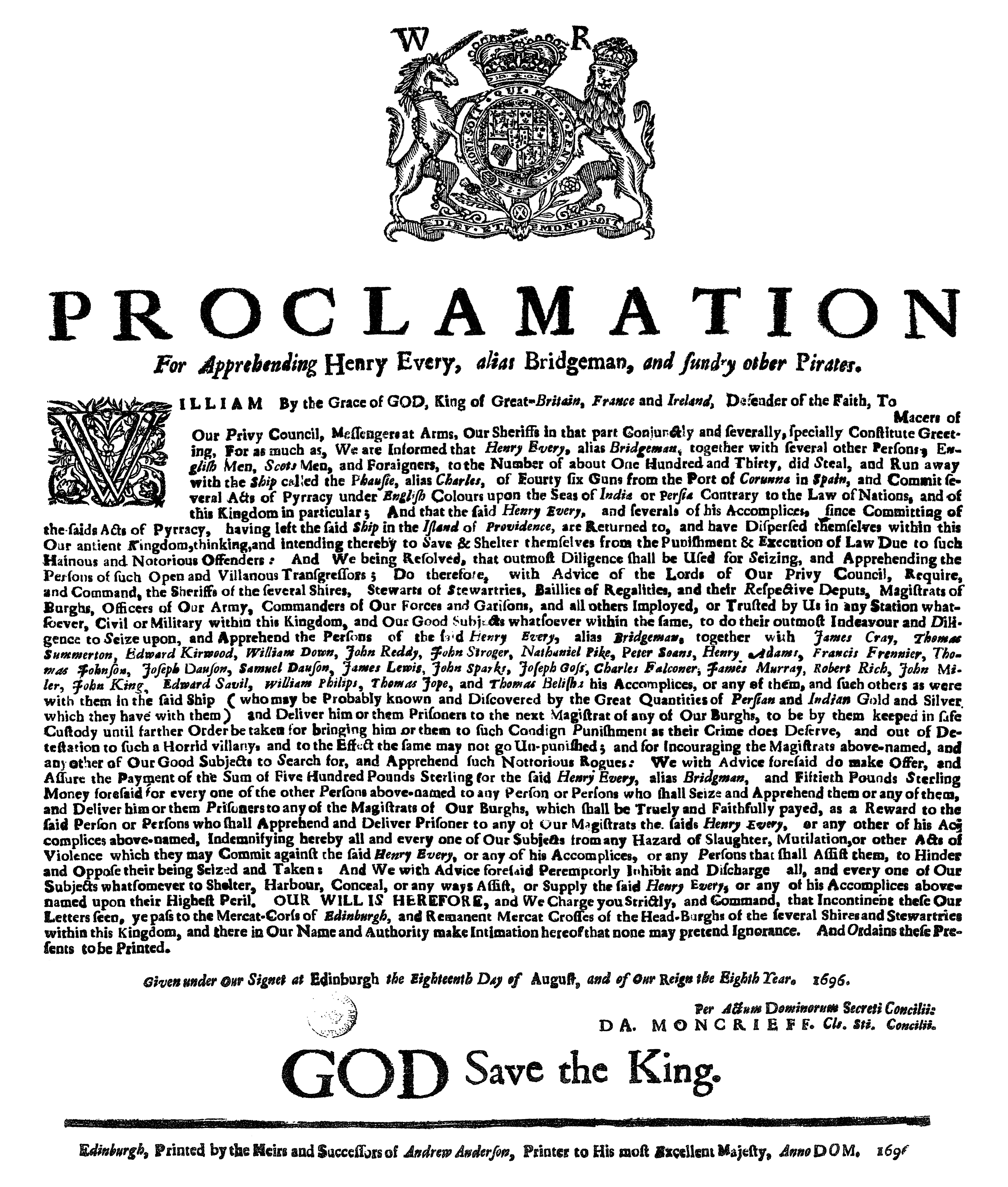
اعلامیه دستگیری هنری هری، با پاداش ۵۰۰ پوند استرلینگ (تقریباً ۹۲۲۹۴٫۷۰ پوند) استرلینگ تا نوامبر ۲۰۲۳، تعدیل شده با تور که توسط شورای خصوصی اسکاتلند در ۱۸ اوت ۱۶۹۶ صادر شد.

همه دزدان دریایی در آن زمان مشغول تقسیم گنج خود بودند اگرچه گاهی گزارش می‌شود که اِوری از مهارت‌های خارق‌العاده‌اش در متقاعد کردن استفاده می‌کرد تا ناخداهای دیگر را متقاعد کند که غارت مغول را تحت مراقبت او بگذارند، و به سرعت با کل حمل‌ونقل در شب می‌لغزید، این از کتاب «تاریخ عمومی دزدان دریایی» چارلز جانسون می‌آید. یک حساب غیرقابل اعتماد منابع موثق تر نشان می‌دهند که بین خدمه پرل و فنسی سکه‌های بریده شده رد و بدل شده است و مردان خشمگین مردان اِوری گنج پرل را مصادره کرده‌اند. (پورتسموث ادونچر مشاهده کرد اما در نبرد با گنجی ساوای شرکت نکرد، بنابراین خدمه فارو هیچ‌یک از گنجینه آن را دریافت نکردند) سپس مردان هری ۲۰۰۰ قطعه هشت تایی به میز دادند (احتمالاً مبلغی تقریبی به اندازه گنج ضبط شده در سکه‌های هند و عربی با ارزش متفاوت) برای خرید لوازم، و به زودی شرکت جدا شد.
«سرنوشت اِوری چه شد؟»
چارلز جانسون، نویسنده بریتانیایی و زندگی‌نامه‌نویس دزد دریایی، پیشنهاد کرد که اِوری پس از تلاش برای فروش الماس‌هایش، در فقر در دوون مرد، پس از آنکه بازرگانان بریستول او را از دست دادند. با این حال، مشخص نیست که جانسون چگونه می‌توانست این را کشف کند. اگر هر دزد دریایی شناخته می‌شد، به احتمال زیاد دستگیر می‌شد و فضل فراوانی که بر سر او بود، می‌گرفت؛ بنابراین نسبت دادن این سرنوشت به اِوری ممکن است نوعی تبلیغ اخلاقی از جانب جانسون بوده باشد. دیگران پیشنهاد کرده‌اند که پس از تغییر نام اِوری، او در دوون ساکن شد و بقیه عمر خود را با آرامش گذراند و در ۱۰ ژوئن ۱۷۱۴ درگذشت؛ اما منبع این اطلاعات تاریخ و زندگی از همه بدنام ترین‌ها است. دزدان دریایی و خدمه آنها، تجدید چاپ غیرقابل اعتماد (از طرف لندن) از تاریخ عمومی جانسون را در نظر گرفتند. در اکتبر ۱۷۸۱، جان نیل، گردآورنده گمرک در سنت آیوز، کورنوال، با یکی از نوادگان فرضی اِوری‌ها جلسه ای برگزار کرد که گفت: «پدرش به او گفته بود که کاپیتان اِوری، پس از سرگردانی در فقر و پریشانی شدید، در Barnstaple مرده بود، و به عنوان یک فقیر به خاک سپرده شد.»
از آنجایی که در دهه پس از ناپدید شدن اِوری، تعقیب و گریز برای هری ادامه پیدا کرد، موارد مشاهده مکرر گزارش شد، اما هیچ‌کدام قابل اعتماد نبود. پس از انتشار یک خاطرات تخیلی در سال ۱۷۰۹، که ادعا می‌کرد اِوری پادشاهی است که در مدینه فاضله دزدان دریایی در ماداگاسکار حکمرانی می‌کند، روایت‌های عامه پسند به‌طور فزاینده‌ای رنگ و بویی افسانه‌ای و رمانتیک پیدا کردند (به ادبیات معاصر مراجعه کنید). اگرچه عموم مردم معتقد بودند که چنین داستان‌هایی واقعی هستند، اما هیچ مبنایی در واقعیت نداشتند. پس از ژوئن ۱۶۹۶ هیچ اطلاعات موثقی در مورد مکان یا فعالیت‌های اِوری  منتشر نشد.

## یادداشت
1. ↑  (Woodard 2007، ص. 19)
2. ↑  The Republic of Pirates: Being the True and Surprising Story of the Caribbean Pirates and the Man Who Brought Them Down.
3. ↑  هنری ایوری، p.  138

هنری آوری 